# 原百代
原 百代（はら ももよ、1912年9月16日 - 1991年8月12日、女性）は、日本の作家、翻訳家。

## 略歴
東京生まれ。1934年に津田英学塾（現津田塾大学）卒業。戦前から英文翻訳業を行い占領下では、GHQ機関に勤務、独立後は翻訳家に戻った。
知人から贈られたヘレン・ミアーズ（Helen Mears、1900 - 1989）『Mirror for Americans．JAPAN』を読み感銘を受け、1949年にCIE（民間情報教育局）へ翻訳許可を願い出たが認可されず、講和独立後の1953年に訳書『アメリカの反省』を上梓した（新訳は、伊藤延司訳『アメリカの鏡・日本』 角川学芸出版）。
また1950年代には、被爆者たちのルポ英訳も行った。交通事故で重傷を負いながら13年の歳月をかけ『武則天』を書き上げた。1982年、同作でエイボン女性大賞受賞。

## 著書
- 『武則天』（私家版） 1978、のち毎日新聞社 全5巻、のち新版 全3巻、のち講談社文庫 全8巻

## 翻訳
- 『魂を衡る男』（アンドレ・モオロア、作品社） 1935
- 『失はれしもの』（フランソワ・モオリアック、三笠書房、恋愛小説選集5） 1936
- 『新しいイヴと古いアダム』（D・H・ロレンス、山本書店） 1936
- 『印度旅行』（モオリス・デコブラ、山雅房） 1940
- 『宿命』（モオリアツク、昭森社） 1940
- 『英国史物語』（チャールズ・ディケンズ、暁書房） 1950
- 『二都物語』上巻（ディケンズ、岡倉書房） 1950
- 『アメリカの反省』（ヘレン・ミアズ、文藝春秋新社） 1953
- 『ロシアの謎 さらば烈しき若き国よ』（アントン・シリガ、酣灯社） 1953
- 『チャタレー夫人の恋人』（D・H・ロレンス、啓明社） 1954
- 『ニノン情史 炎の女性の告白』（ノバート・エステイ、鱒書房、コバルト新書） 1955
- 『女が幸福である設計』（H・シャーマン, M・コウ、日本教文社） 1956
- 『アレルギー脈博・食餌療法』（A・F・コーカ、ダヴィッド社） 1959
- 『母親の心理』第1 - 3（ヘレーネ・ドイッチュ、懸田克躬共訳、日本教文社） 1964
- 『若もの - その不可解な群像』（H・ドイッチュ、日本教文社） 1968
- 『完全殺人事件』（クリストファー・ブッシュ、講談社文庫） 1977
- 『レベッカの誇り』（ドナルド・M・ダグラス、講談社文庫） 1979
- 『エルキュル・ポアロ』（アガサ・クリスティー、久万嘉寿恵共訳、講談社） 1987